# Município de Malta (Ohio)
O município de Malta (em inglês: Malta Township) é um município localizado no condado de Morgan no estado estadounidense de Ohio. No ano de 2010 tinha uma população de 1.864 habitantes e uma densidade populacional de 27,37 pessoas por km².

## Geografia
O município de Malta encontra-se localizado nas coordenadas 39° 38′ 10″ N, 81° 53′ 27″ O. Segundo o Departamento do Censo dos Estados Unidos, o município tem uma superfície total de 68.1 km², da qual 67,19 km² correspondem a terra firme e (1,34 %) 0,91 km² é água.

## Demografia
Segundo o censo de 2010, tinha 1.864 habitantes residindo no município de Malta. A densidade populacional era de 27,37 hab./km². Dos 1.864 habitantes, o município de Malta estava composto pelo 91,2 % brancos, o 3,81 % eram afroamericanos, o 0,48 % eram amerindios, o 0,05 % eram asiáticos, o 0,32 % eram de outras raças e o 4,13 % eram de uma mistura de raças. Do total da população o 1,02 % eram hispanos ou latinos de qualquer raça.